# Tampa Bay Rays
O Tampa Bay Rays  é uma equipe da Major League Baseball sediada em São Petersburgo, Flórida, Estados Unidos, fundada em 1998.
O time desde a sua criação é membro da Divisão Leste da Liga Americana da MLB.
Até a temporada 2007, os Rays nunca haviam conseguido mais de 70 vitórias (em 162 jogos) em uma temporada. Porém, em 2008, a equipe terminou a temporada regular com 97 vitórias, vencendo a Divisão Leste e garantindo o passaporte à pós-temporada.
No dia 21 de Abril de 2009, o time anunciou o lançamento da sua escola de beisebol no Brasil, em Marília, São Paulo,a primeira escola dirigida por uma equipe do ML. Em Maio de 2015  deu-se inicio a um projeto na cidade de Garça, São Paulo, com a parceria da prefeitura que pretende inserir a cultura do beisebol nas escolas e projetos sociais, e ainda buscar talentos promissores no país.

## Playoffs 2008

### Série de Divisão da Liga Americana 2008
Na Série de Divisão da Liga Americana, enfrentou o Chicago White Sox, e venceu a série melhor-de-cinco em quatro jogos, sendo o quarto e decisivo jogo realizado no US Cellular Field, em Chicago.

### Série de Campeonato da Liga Americana 2008
Na Série de Campeonato da Liga Americana, os Rays enfrentaram o atual campeão Boston Red Sox, em uma série melhor-de-sete com quatro jogos realizados em São Petersburgo, Flórida, e três em Boston.
Após a série sair da Flórida empatada em 1-1, os Rays ganharam os jogos 3 e 4 dos Red Sox no Fenway Park, deixando a série em 3-1, e colocando a equipe a uma vitória de garantir o passaporte para a Série Mundial. No jogo 5, com um placar de 7x0 para os Rays na sétima entrada da partida, os Red Sox construíram aquela que foi uma das maiores viradas da história dos Playoffs da MLB, vencendo o jogo por 8x7 e deixando a série em 3-2.
As equipes então retornaram à Flórida e os Red Sox ganharam também o jogo 6, graças a um Home Run de Jason Varitek, que ainda não havia conseguido nenhuma rebatida válida nesta série.
No jogo 7, com uma atuação espetacular do arremessador Matt Garza (eleito mais tarde o Jogador Mais Valioso da Série), os Rays derrubaram a pressão que havia se construído sobre eles e venceram a Liga Americana, indo, assim, à Série Mundial.

### Série Mundial 2008
Na Série Mundial de 2008, o adversário do Rays foi o Philadelphia Phillies, que eliminou o Los Angeles Dodgers na Série de Campeonato da Liga Nacional por 4 jogos a 1. A série melhor-de-sete teve quatro jogos no Tropicana Field, em São Petersburgo, Flórida, e três jogos no Citizens Bank Park, na Philadelphia, Pensilvânia. Essa vantagem se deve ao fato de a Liga Americana ter vencido o Jogo das Estrelas da MLB de 2008. O Philadelphia Phillies acabou sagrando-se campeão em 2008.